# Helmut Kohl (fodbolddommer)
Helmut Kohl (8. februar 1943 – 26. september 1991) var en østrigsk fodbolddommer. Han dømte tre kampe i VM 1990 i Italien, hvor han blandt andet dømte en kvartfinale. 
Kohl døde af kræft, godt et år efter VM. 